# Rödkrös
Rödkrös (Craterocolla cerasi) är en svampart som först beskrevs av Heinrich Christian Friedrich Schumacher, och fick sitt nu gällande namn av Julius Oscar Brefeld 1888. Enligt Catalogue of Life ingår Rödkrös i släktet Craterocolla,  och familjen Sebacinaceae, men enligt Dyntaxa är tillhörigheten istället släktet Craterocolla,  och familjen Exidiaceae. Arten är reproducerande i Sverige. Inga underarter finns listade i Catalogue of Life.